# Insara intermedia
Insara intermedia är en insektsart som först beskrevs av Brunner von Wattenwyl 1878.  Insara intermedia ingår i släktet Insara och familjen vårtbitare. Inga underarter finns listade i Catalogue of Life.